# ناحية الشورة
تقع ناحية الشورة على بعد 45 كم جنوب الموصل، مساحتها 738 كيلومتراً مربعاً، وهي منطقة زراعية تعتمد على الأمطار. يزرع فيها الحنطة والشعير ويقوم الأهالي بتربية الحيوانات كالأبقار والأغنام والماعز والدواجن.
يعود تأسيس الناحية إلى عهد السلطان عبد الحميد (الدولة العثمانية)، وقد استخدمها العثمانيون منطقة عسكرية، وبنوا فيها بناية كبيرة استخدمت كمخفر للشرطة، وهذه البناية فيها عدد من الغرف للشرطة وبئر ماء ارتوازي، و(اسطبل) للخيول، وكانت تعرف بالشرطة الخيالة وهم مسؤولون عن الأمن في الشورة والقرى التابعة لها.
تقع الشورة على طريق بغداد الموصل وهو طريق للقوافل التجارية ويسمى(الدرب السلطاني)).
يوجد في ناحية الشورة والقرى التابعة لها (145) تل أثري، وقد عرف الإنسان الزراعة فيها وبالتحديد (قرية حسونة) التي تبعد الناحية 5 كم، إلا أن هذه القرية مهملة من كافة النواحي، على الرغم من مكانتها التاريخية.
ومعنى كلمة الشورة الأرض المالحة وتكتب بالتاء المربوطة وليس كما تكتب في وسائل الإعلام، وكانت فيها عين ماء يستخدمها الأهالي، ومعظم آبار المياه تحتوي على الكبريت.
عدد القرى التابعة لها (60) قرية، ممتدة على مساحات واسعة. معظم بيوت الناحية مبنية من الإسمنت و(البلوك)، ويوجد داخل القصبة شوارع معبدة.
في مطلع السبعينات بُني سراي حكومي وهو عبارة عن مركز للشرطة وبناية لمديرية الناحية ومركز صحي، وكانت فيها مكتبة عامة تحتوي أعدادا كبيرة من الكتب الثمنية كان أمين المكتبة السيد محمد بشير عسل عليوي الذي كان حريصأ على تلك الكتب، وقد استفدنا من تلك المكتبة. وتوجد محطة حكومية لتوزيع الوقود.
أما الاتصالات فإن بدايتها خط هاتف يربط الشورة - ناحية حمام العليل، وكان موظف مسؤول عن خط الهاتف (يوسف الشيخ أحمد) ويقوم بصيانته وتصليحه، وتم بناء بناية للبريد والاتصالات وتوجد بدالة حديثة سيتم ربطها ب(الكيبل الضوئي). كما توجد بنايات لمديرية الناحية، المجلس البلدي، بلدية الشورة، وبناية لماء الشورة.
محطة القطار بنيت في فترة الاحتلال البريطاني، الشورة تقع على خط سكة حديد الموصل - بغداد.
يوجد عدد من المدارس الابتدائية للبنين والبنات وثانويات للبنين والبنات، وثانوية إسلامية، وتوجد محطة كهرباء ثانوية لتزويد الناحية بالكهرباء، وتحتوي بعض المناطق على مادة النفط الخام حسب المسح الجيولوجي.
يربط الشورة بالموصل، شارع فرعي طوله 7 كم بالشارع العام، كما يربط الشورة بالموصل شارع معبد يتصل بشارع الموصل - بغداد الجديد
وعلى بعد 7 كم من الناحية يقع مقر الشركة العامة لكبريت المشراق التي تأسست في نهاية الستينات من القرن العشرين وتنتج الكبريت الخام وحامض الكبريت والشب والكاولين، إلا أنها متوقفة عن العمل منذ الاحتلال الأمريكي عام 2003م.
وكذلك يوجد مشروع الطاقة الحرارية لإنتاج الكهرباء، إلا أن المشروع توقف بسبب الحصار الاقتصادي على العراق.
يوجد عدد من المساجد والجوامع في الناحية، عدد الجوامع في القصبة (12)، وفي القرى التابعة لها (58) مسجدا وجامعا.
أما على الصعيد الرياضي توجد فرق شعبية في الناحية، ولا يوجد ملعب رياضي في الناحية أسوة بالنواحي الأخرى، على الرغم من وجود لاعبين جيدين يمكن الاستفادة منهم في فرق المحافظة.
يوجد في الشورة أسواق لبيع المواد الغذائية ومحلا ت لبيع الملابس والأجهزة المنزلية ومحلات صناعية.
وتفتقر الشورة إلى دائرة للزراعة ودائرة للبيطرة لمعالجة الأمراض التي تصيب الحيوانات والدواجن، وكذلك بحاجة إلى منتديات علمية ورياضية، ومصرف يقوم بتمشية المعاملات المالية وصرف رواتب المتقاعدين.
وتوجد نسبة عالية من البطالة بين الشباب في الناحية، لعدم وجود مشاريع صناعية وزراعية عاملة. يسكن الناحية أبناء قبيلة الجبور
كما أن الناحية تمتاز بالحكم العشائري لفض النزاعات العشائرية بين المتنازعين ومن أهم البيوت الكبيرة في الشورة بيت الملا منصور.